# Aslauga latifurca
Aslauga latifurca е вид пеперуда от семейство Синевки (Lycaenidae). Видът не е застрашен от изчезване.

## Разпространение и местообитание
Разпространен е в Замбия, Кения и Малави.
Обитава гористи местности и савани.